# Skarhults landskommun
Skarhults landskommun var en tidigare kommun i dåvarande Malmöhus län. 

## Administrativ historik
Kommunen bildades 1 januari 1863 då 1862 års kommunalförordningar trädde i kraft. Den omfattade samma yta som Skarhults socken där byarna Bältinge, Hunsäng och Skarhult ingick.
Vid storkommunreformen 1952 lades Skarhult samman med de tidigare kommunerna Borlunda, Gårdstånga, Holmby, Skeglinge och Östra Strö för att bilda en "storkommun".
Skarhults storkommun gränsade i norr till Bosarps landskommun, i öster till Snogeröds och Löberöds landskommuner, i söder till Södra Sandby landskommun, i väster till Torns och Harrie landskommuner samt i nordväst till Eslövs stad. Till en början fanns inte någon egentlig tätort utan istället dominerades den av större egendomar såsom Skarhults slott, Gårdstånga Nygård, Viderups slott och Kristineberg. På 1960-talet byggdes ett kommunalhus i Flyinge, den ort som genom tomtförsäljning och nybyggnation under årtiondet utvecklats till kommunens tätort.
Då kommunen 1971 gick upp i Eslövs kommun bedrevs skolundervisning vid skolorna i Holmby, Gårdstånga och Östra Strö. Skolorna i Holmby och Gårdstånga ersattes 1986 av Flyinge skola och Östra Strö skola är fortfarande i drift.
Kommunkoden 1952-1970 var 1253.

### Kyrklig tillhörighet
I kyrkligt hänseende tillhörde kommunen Skarhults församling. Den 1 januari 1952 tillkom Borlunda, Gårdstånga, Holmby, Skeglinge och Östra Strö.

## Geografi
Skarhults landskommun omfattade den 1 januari 1952 en areal av 88,52 km², varav 87,62 km² land.

### Tätorter i kommunen 1960
I Skarhults landskommun fanns tätorten Flyinge, som hade 307 invånare den 1 november 1960. Tätortsgraden i kommunen var då 12,0 procent.

## Politik

### Mandatfördelning i valen 1950-1966
| 16 | 13 | 4 | 2 |

| 33 |

| 14 |  | 11 | 5 | 4 |

| 32 |

| 14 | 13 | 3 | 5 |

| 30 | 5 |

| 14 | 14 | 3 | 4 |

| 30 | 5 |

| 13 | 14 | 3 | 5 |

| 30 | 5 |